# 西ドイツ国鉄103型電気機関車
西ドイツ国鉄103型電気機関車 (DB Baureihe 103)  は、ドイツ連邦鉄道（西ドイツ国鉄、現・ドイツ鉄道）が保有・運行した、特急旅客用交流電気機関車である。

## 特徴

### 試作車 (BR103.0)
西ドイツ国鉄では航空網への対抗、あるいは、日本の新幹線に刺激されたとも言われているが、1960年代に入り、特急列車 (TEE,  F-Zug) の最高速度200 km/h 運転を計画し、そのための線路の改良や新型機関車の製造など、高速化へ向けた準備が行われた。その際、200 km/h 運転対応の電気機関車として製造されたのが本機である。
それまでの特急旅客用電気機関車としては、最高速度160 km/h 運転に対応したE10.12型（後の112型→113型）が運用されていたが、103型はこれの後継機となるものである。

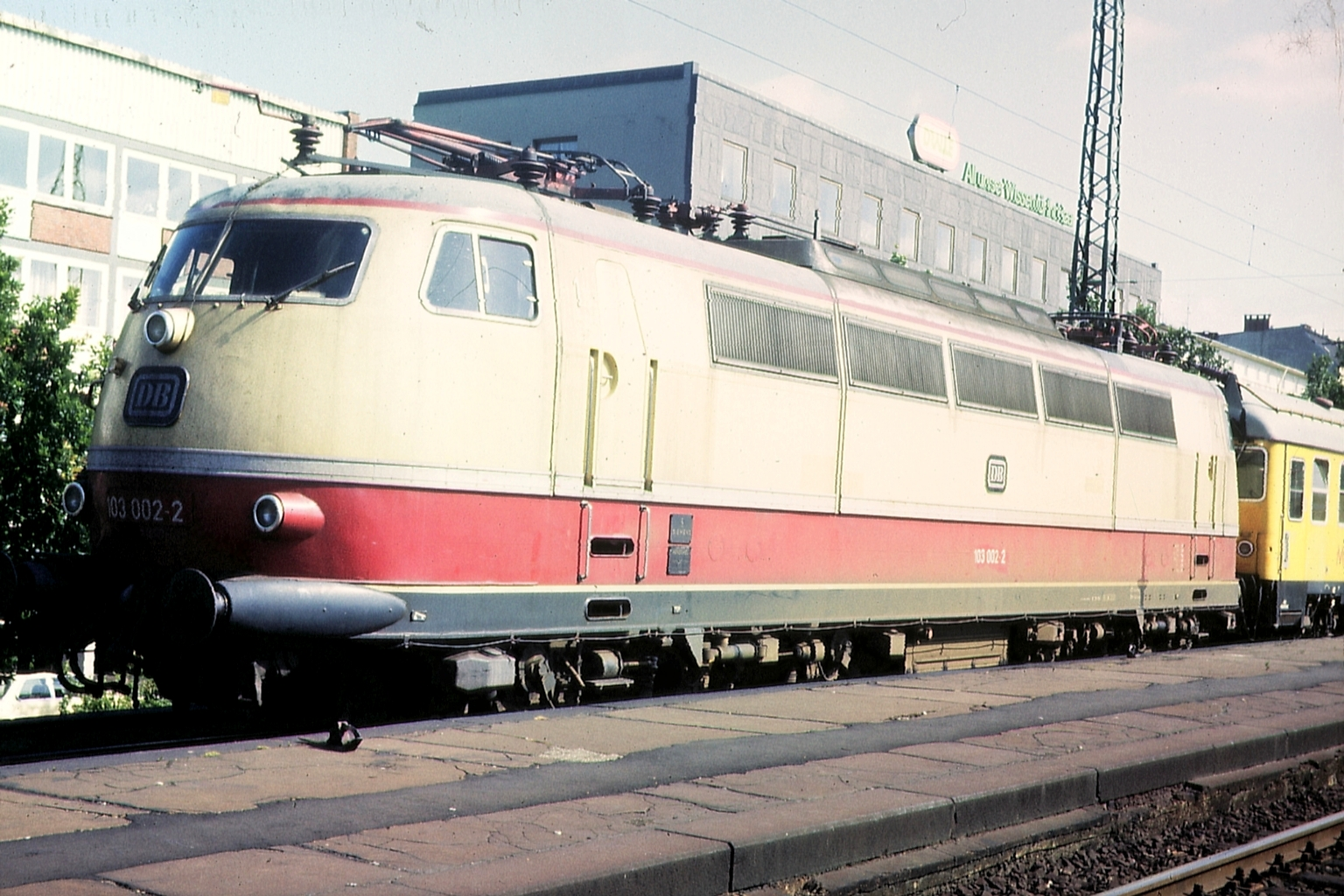
試作車 103 002号機

1965年にまずE03型 (E03 001 - E03 004) として、試作車4両が製造された。
車体は全体的に丸味を帯びた流線形車体で、高速性が強調されるデザインとなった。また、塗色は基本的にTEE用客車と同じく、えんじ色とクリーム色の通称「TEE色 (rot-beige)」であり、TEEを始めとした特急牽引機であることを強く印象付けるものとなった。
登場して間もなく、当時ミュンヘンで開催されていた交通博覧会のデモンストレーション的な位置付けで、ヨーロッパでは最初となる最高速度200 km/h の営業運転をミュンヘン - アウクスブルク間で行う。本格的な200 km/h 営業運転としては、1968年からTEE「ブラウエル・エンツィアン」号で行われた。
なお、1968年より、「コンピューターナンバー」と呼ばれる新しい車両番号体系が制定されたことに伴い、E03型は103型 (103 001 - 103 004) と改称されている。量産車（後述）の登場後は103.0型と呼ばれるようになった。

### 量産車 (BR103.1)
5年間にわたる試作車の運用実績などを踏まえ、1970年から1974年にかけて、出力増強などの改良を実施した量産車145両が製造された。量産車の型式は100番台 (103 101 - 103 245) となり、試作車と区別する意味で、103.1型と呼ばれることがある。ただ、1971年製の1両 (103 106号機) が同年7月に脱線転覆事故で大破(後述)し、製造後わずか3ヶ月で廃車となったため、量産車145両の全車が同時に揃うことはなかった（その後も数両が事故で廃車となっている）。
試作車と量産車の外観上の主な相違点としては、試作車は腰部に銀色の細帯を巻いているのに対して、量産車にはそれがない。また、側面の通風用ルーバーが試作車では1段だが、量産車では2段となっている。

### 全盛期
当時の西ドイツ国鉄の看板列車であった「ラインゴルト」などのTEE牽引機としても運用されたほか、1971年からは従来のF-Zugを再編した全車1等車のインターシティ (IC) が運転を開始し、その牽引にも運用されるようになる。1970年代末には特急列車 (TEE, IC) の最高速度が160 km/h から200 km/h に引き上げられ、ICの2等車連結で編成美は崩れるものの（2等車はクリーム色と藍色の塗り分けだった）、当時200 km/h 運転が可能な機関車は103型しかなく、200 km/h 運転の専用機としてその本領を発揮するようになる。当時はまだICEは存在しておらず、103型は名実共に西ドイツ国鉄を代表するフラッグシップ車両となり、日本にも数多く紹介されて人気を集めた。
年を追う毎に外観も変化している。パンタグラフは当初は菱形であったが、後にZ形（シングルアーム式）に取り替えられている。その他、バッファー（連結器#ねじ式連結器を参照）カバーの撤去、スカートの撤去、塗装の小変更などが実施されている。

### 後継機の躓きと延命
一方、1979年に103型の後継機としてインバータ制御・三相交流誘導電動機を本格的に採用した120型電気機関車（試作車）が製造され、1987年からは量産車も製造された。120型は、当時建設が進められていた高速新線 (NBS) での高速運転に対応するため、気密構造の採用やブレーキの改良が施されていた。120型の増備により、103型は第一線の活躍から退くはずであった。

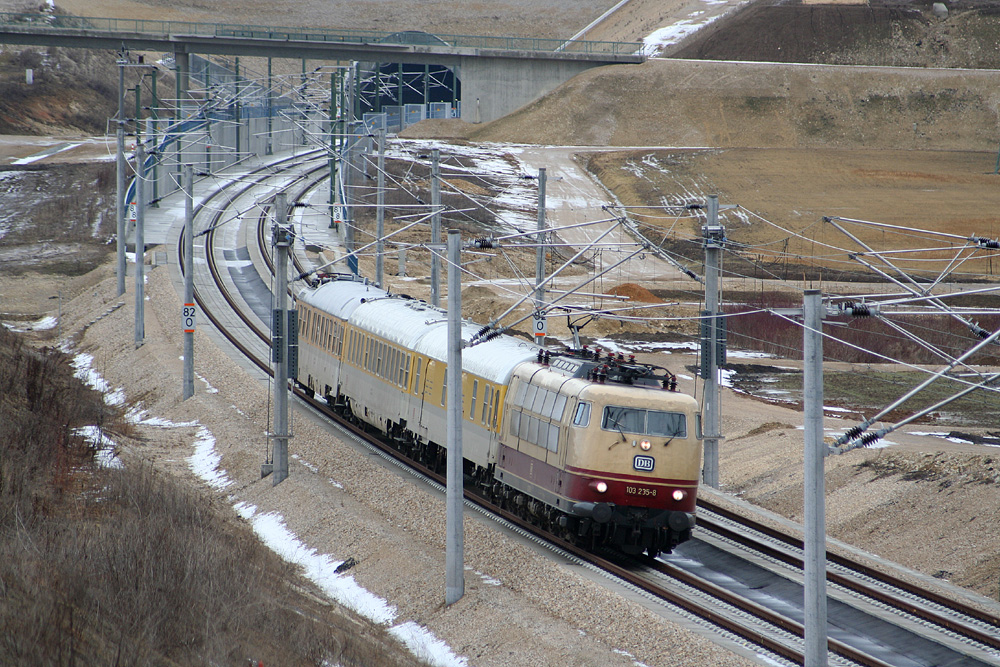
2006年2月、開業前のニュルンベルク - インゴルシュタット高速新線で、試験列車を牽引する103 235号機。ドイツ連邦鉄道のロゴマークを付けている

ところが、特に高速運転時において120型の不具合が頻発したため、103型を高速新線で走行可能なように改造することとなった。具体的には、運転台の気密化やブレーキの改良などが挙げられる。その結果、1990年代に入ってからも103型の第一線での活躍が続くこととなった。
1991年から約2年間、「ルフトハンザ・エアポート・エクスプレス」用として一部の機関車が白と黄色の専用塗装となり、フランクフルト空港とシュトゥットガルト中央駅を結ぶ系統に運用された（マンハイム - シュトゥットガルト間は高速新線を経由）。
1990年代に入り、120型量産車の塗色（Orientrot （東洋赤色: 暗赤色）1色+前面によだれ掛け状の白い五角形）に合わせて103型の多くが同様の塗装が施されるようになるが、これは不評であったと言われる。塗り替えられずにTEE色のままで残った車両や、前述の「ルフトハンザ・エアポート・エクスプレス」塗装、鉄道模型メーカーロコ社の広告塗装として101型同様の Verkehrsrot （交通赤色: 朱色）となった車両（103 233号機の1両のみ）、団体列車用（青ベースの派手なもので、103 220号機の1両のみ）も存在した。西ドイツ国鉄の民営化でドイツ鉄道が発足したことにより、「DB」のロゴタイプも変更された。
しかし、こうした高速運転で酷使され続けた事での老朽化は如何ともし難く、103型・120型に代わる特急旅客用機関車の開発が進められていくことになる。
|  |  |  |

### 終焉

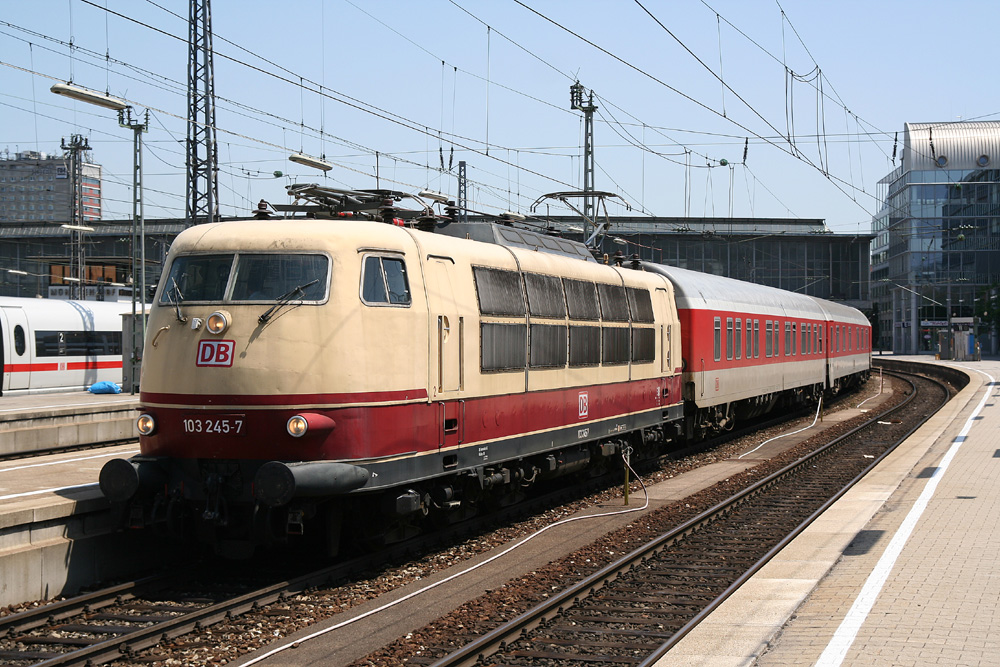
動態保存機 103 245号機

ようやく1996年から後継機となる101型が営業運転を開始し、時を同じくして103型の廃車が始まった。後継機の登場やICEの拡大により103型は次第に活躍の場を失うはずであったが、1998年6月に発生したエシェデ事故によりICE1が全面的な運休に追い込まれ、代替列車用に多数の牽引機が必要になったこと、また2000年に行われたハノーヴァー万国博覧会向けの臨時列車にも相当数の牽引機が必要になったため、当機の退役が本格的に進んだのは2000年後半以降であり、最終的に定期営業運転を終了したのは2003年であった。
現在は動態保存機（103 245号機）や試験用・事業用などで数両が残るのみとなっている。また、保存を目的として博物館や趣味団体に引き取られた車両も何両か存在する。
その美しいスタイルや卓越した性能、そして華々しい活躍から、「名機」「傑作機」の誉れが高く、現役当時はもとより、営業運転を終了した現在でも世界中で（日本も含めて）根強い人気がある。

## その他
- 1971年7月21日にラインワイラーで103 106号機牽引の急行列車が脱線・転覆事故を起こし、死者23人・負傷121人にのぼる惨事となった。後の調査で制限速度75 km/h のカーブを140 km/h で通過したことが判り、103型機関車の速度制御装置の欠陥が露呈。欠陥を修理するまで、速度制御装置の使用を停止した。